# Young Folks
Singles de Peter Bjorn and John
Let's Call It Off
(2006)
Young Folks est une chanson et un single du groupe Peter Bjorn and John, lancé en 2006. Le morceau est apparu sur le troisième album du groupe, Writer's Block, dont il constituait le premier extrait. La chanteuse suédoise Victoria Bergsman, du groupe The Concretes a joint sa voix à la chanson, ce qui a largement contribué à faire connaître Peter Bjorn and John internationalement.
Le single a été réédité le 17 septembre 2007, atteignant la position numéro 13 au Royaume-Uni, une progression par rapport à sa position n°33 de 2006.
La pièce a été élue chanson no 1 de l'année 2007 par le iTunes Music Store, et s'était auparavant classée no 5 dans la liste des 100 meilleurs morceaux de 2006 selon Pitchfork. En 2006, elle a été classée no 2 selon Planet Sound ainsi que dans le sondage annuel auprès du lectorat de NME.
Un vidéo-clip, animé par Graham Samuels, a été réalisé par le bassiste des Shout Out Louds, Ted Malmros. Il a remporté en 2007 le prix du meilleur clip à la cérémonie des Grammis, la version suédoise des prix Grammys.
Cette chanson est à l'affiche dans le film Las Vegas 21. Elle caractérise un passage où les acteurs profitent de l'argent facile au cours d'un weekend à Las Vegas.

## Liste des morceaux

### Version CD
1. Young Folks avec Victoria Bergsman
2. Ancient Curse
3. All Those Expectations

### Version vinyle
1. Young Folks avec Victoria Bergsman
2. Ancient Curse

## Victoria Bergsman
Victoria Bergsman, qui ne fait pas partie du groupe, était à ses côtés lors d'apparitions télévisées, notamment à Late Night with Conan O'Brien et à The Tonight Show, tous deux sur NBC aux États-Unis, et à Friday Night with Jonathan Ross sur BBC One en Angleterre. Bergsman a été remplacée en tournée par différentes chanteuses, notamment par Tracey-Anne Campbell de Camera Obscura lors d'une tournée en Australie.

## Reprises
- Le chanteur Shugo Tokumaru a enregistré sa version, parue en single au Japon en 2006.
- Le sifflement de Young Folks a été échantillonné par Kanye West en 2007 sur son mixtape Can't Tell Me Nothing.
- Une version en allemand de la chanson a été interprétée par la chanteuse allemande Nena, accompagnée de Stephan Remmler (de) du groupe Trio et Oliver Pocher. Cette version a servi à la bande sonore du film Vollidiot.
- La chanteuse Dawn Landes a enregistré une version bluegrass de Young Folks.
- James Blunt a repris la pièce pour l'émission Live Lounge à BBC Radio 1 et sur la station KLLC à San Francisco en septembre 2007.
- The Kooks et Little (en duo) dans le no 268 de Taratata.
- Diplo a remixé cette chanson.

## Autres usages
Young Folks avec son sifflement caractéristique, a de plus été utilisé dans nombre d'émissions de télévision (comme le Grand Journal, sur Canal+), notamment la série Grey's Anatomy en 2007, dans le jeu vidéo FIFA 08, dans le film Las Vegas 21 ainsi que dans quelques publicités (Napster, Budweiser, Amazon, AT&T, Spot radio des supermarchés Champion), dans le premier épisode de la série Gossip Girl, dans le pilote de la série Dirty Sexy Money, dans l'épisode 14 de la saison 2 de la série How I met Your Mother, dans l'épisode 21 de la série Dynasty (2017)